# Ján Harniš
Ján Harniš (nacido el 13 de abril de 1985 en Poprad) es un eslovaco  que compite desde 2004 en luge. Su mejor temporada del Mundial de Luge fue la de 2006-2007, cuando acabó en la decimoctava posición en la categoría de dobles masculina. 
Su mejor posición en el Campeonato Mundial de Luge fue la decimotercera, en la categoría de dobles masculina en Lake Placid, en Nueva York, en 2009. En el Campeonato Europeo de Luge, su mejor puesto es undécimo, que logró en Sigulda en 2010. 
Harniš acabó undécimo en los Juegos Olímpicos de Invierno de Vancouver 2010. 